# Dieter Aschenbrenner
Dieter Aschenbrenner (* 18. Oktober 1928 in Eschwege; † 7. Mai 2020 in Hannover) war ein deutscher Hochschullehrer der Evangelischen Fachhochschule Hannover für Religionspädagogik.

## Leben
Dieter Aschenbrenner war von 1973 bis 1993 Hochschullehrer an der Evangelischen Fachhochschule Hannover (EFH). Er war Gründungsdekan des Fachbereichs Religionspädagogik und viele Jahre Prorektor.
Aschenbrenner starb 2020 im Alter von 91 Jahren. Seine Grabstätte befindet sich auf dem Stadtfriedhof Engesohde in Hannover.

## Schriften
- mit Gottfried Buttler: Die Kirche braucht andere Mitarbeiter: Vom Universaldilettanten zum Spezialisten. Analysen, Thesen und Materialien zum Berufsbild und zur Ausbildung des kirchlichen Mitarbeiters im Gemeindedienst, Radius-Verlag, Stuttgart 1970, ISBN 978-3-87173-037-5.
- als Herausgeber: Religionsunterricht in der Berufsschule (Religionspädagogische Praxis; Nr. 8), Stuttgart: Calwer-Verlag, München: Kösel 1980, ISBN 978-3-466-25236-7.
- als Herausgeber mit Karl Foitzik: Plädoyer für theologisch-pädagogische Mitarbeiter in der Kirche: Ausbildung und Praxis in der Kirchen der Bundesrepublik und der DDR, München: Kaiser 1981, ISBN 978-3-459-01334-0.
- mit Wilhelm Fahlbusch: Geht das Eigentliche verloren? Der Einfluss der Humanwissenschaften in der Kirche, Lutherisches Verlagshaus, Hannover 1985, ISBN 3-87502-255-6
- für die „Projektgruppe Diakone“ (Hrsg.): Diakone im gemeindlichen und übergemeindlichen Dienst: eine Berufsbild- und Arbeitsfeldanalyse, Hannover: Evangelische Fachhochschule 1985.
- 60 Jahre Evangelische Fachhochschule Hannover: kleine Geschichte ihrer Vorgängereinrichtungen, Hannover: Evangelische Fachhochschule 1987. Volltext.
- Religionspädagogik, Kirche, Gesellschaft: gesammelte Aufsätze aus 3 Jahrzehnten, herausgegeben von Manfred Bergs und Johann-Christoph Emmelius (Schriftenreihe der Evangelischen Fachhochschule Hannover, Band 3), Hannover: Blumhardt-Verlag 19, ISBN 978-3-932011-20-7.
- sowie zahlreiche Beiträge in den Lutherischen Monatsheften